# Longinówka
Longinówka – wieś w Polsce położona w województwie łódzkim, w powiecie piotrkowskim, w gminie Rozprza.
W latach 1975–1998 miejscowość administracyjnie należała do województwa piotrkowskiego.
W 1939 podczas bitwy pod Piotrkowem Trybunalskim we wsi zginął kpt. Stanisław Sienkiewicz dowódca 76 pp. Bitwa uważana jest za jedną z ważniejszych potyczek z udziałem Armii "Prusy".
5 września 1939 żołnierze Wehrmachtu podpalili domy w których wcześniej uwięzili jeńców i mieszkańców wsi. Żołnierze niemieccy strzelali do usiłujących wydostać się z płonących domów ludzi. Spośród ludności cywilnej śmierć poniosło 9 osób.